# Vaskos porhanyósgomba
A vaskos porhanyósgomba (Psathyrella spadicea) a porhanyósgombafélék családjába tartozó, Európában és Észak-Amerikában honos, lombos fák korhadó törzsén élő, ehető gombafaj. 

## Megjelenése
A vaskos porhanyósgomba kalapja 3 – 7 (9) cm széles, alakja domború, néha kissé púpos. Színe nedvesen vöröses árnyalatú világosbarna, gesztenyebarna, sötétbarna; megszáradva bézs- vagy okkerbarnára fakul. Felülete sima, a szélén nincsenek burokmaradványok.
Húsa vékony, rostos, fehéres színű. Szaga és íze nem jellegzetes.  
Sűrű lemezei fiatalon húsbarnásak, éretten kakaóbarnák, lilás sötétbarnák. Élük világos.
Tönkje 4–8 cm magas, 0,5-1,3 cm vastag. Felszíne hosszában szálas, színe fehéres-hússzínű.
Spórapora vörösesbarna. Spórája elliptikus, sima, mérete 9-10 x 5 µm.

### Hasonló fajok
A barna porhanyósgomba hasonlít hozzá, de annak szélén burokfoszlányok vannak.  

## Elterjedése és termőhelye
Európában és Észak-Amerikában honos. Magyarországon ritka.
Lombos fák elhalt, korhadó törzsén, tuskóján él, gyakran csoportosan. Október-novemberben terem. 

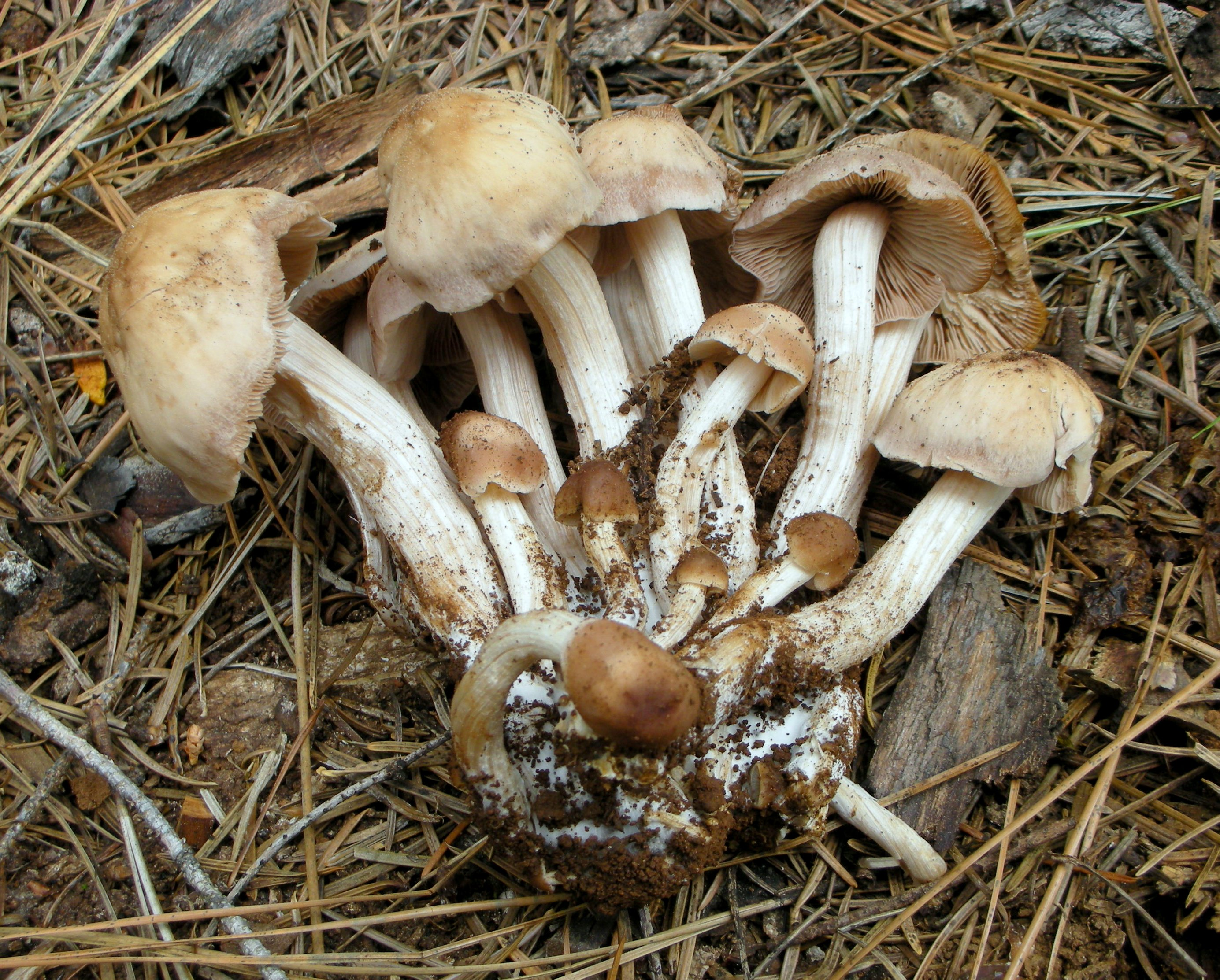
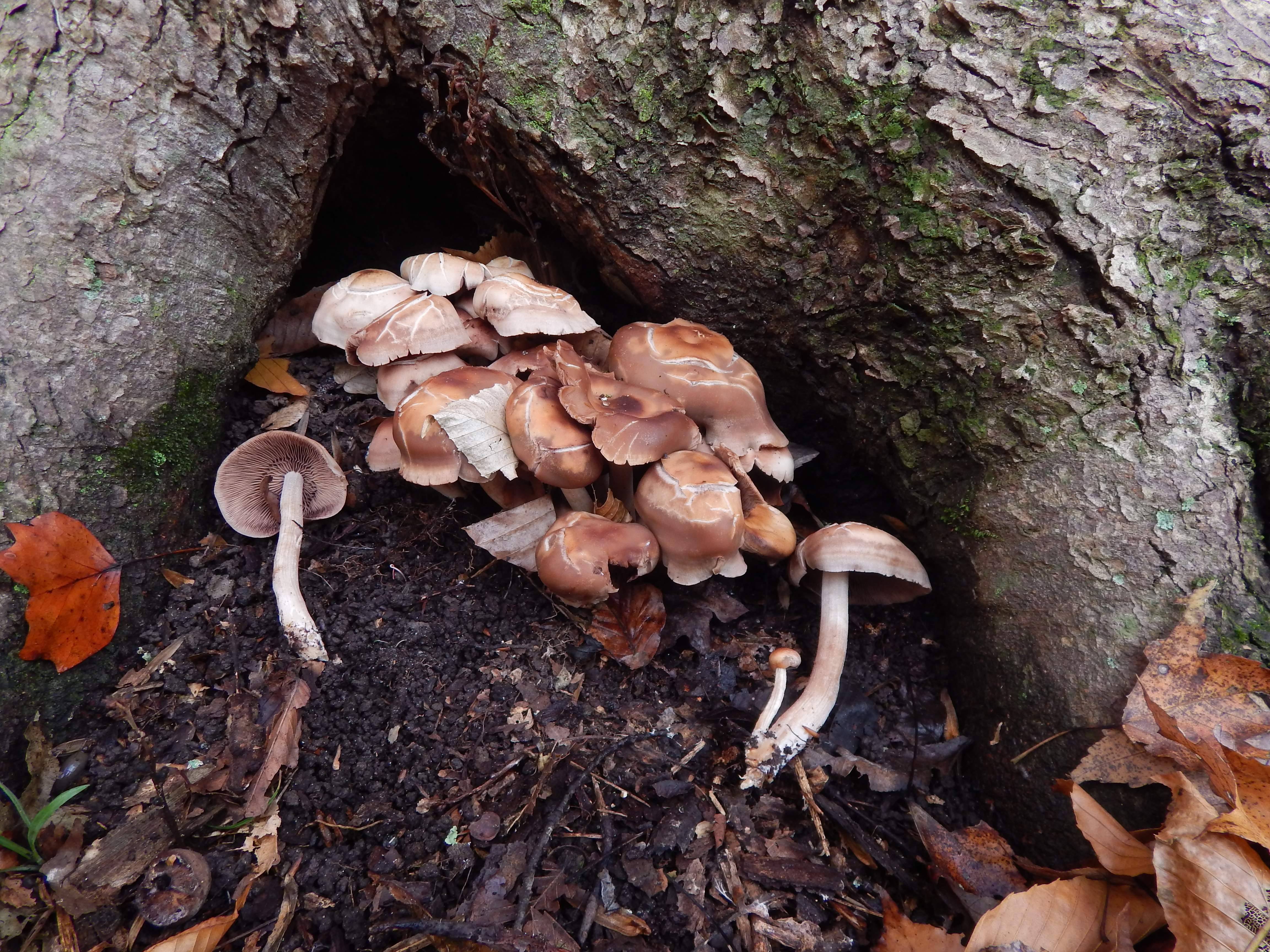
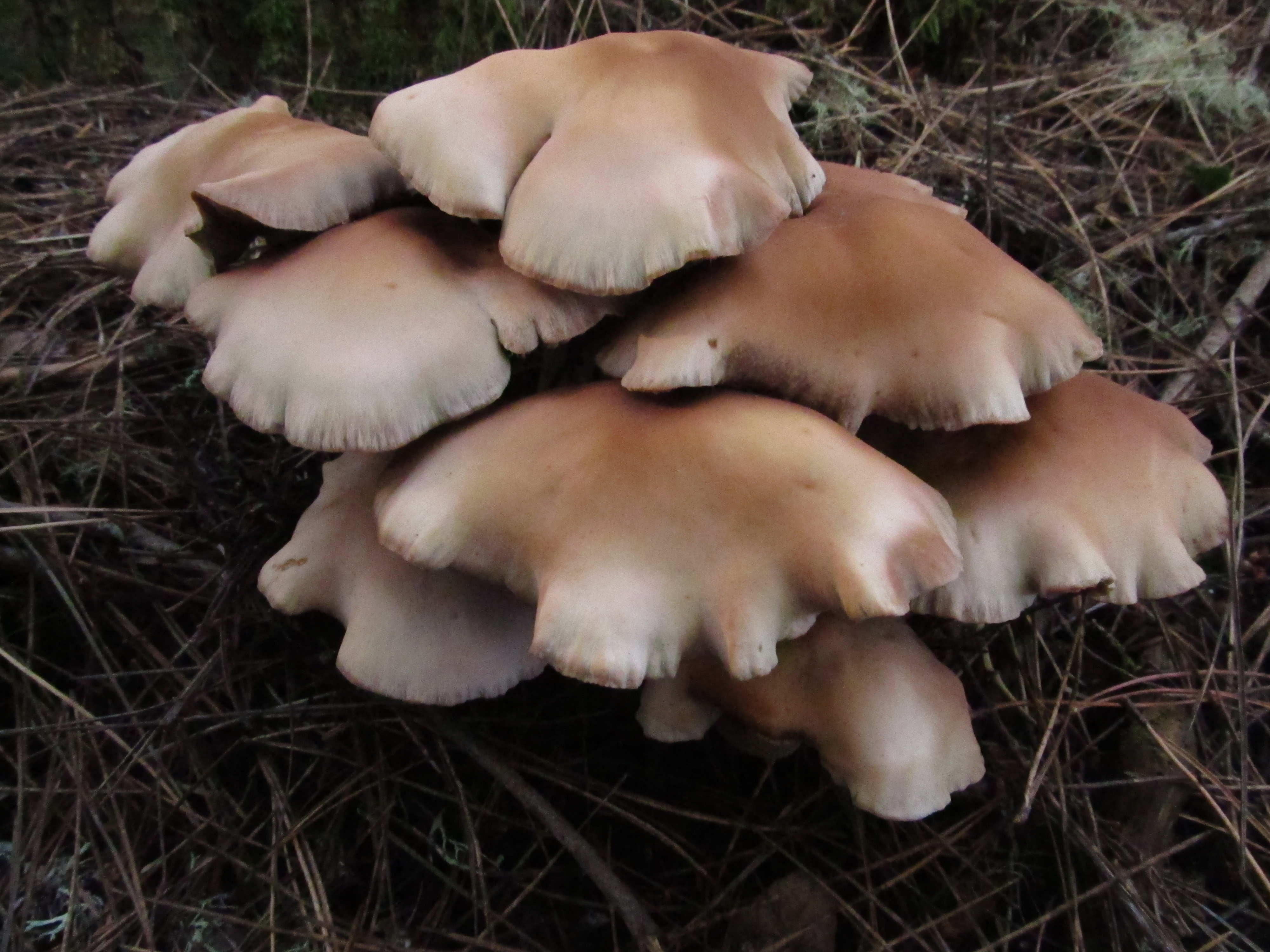
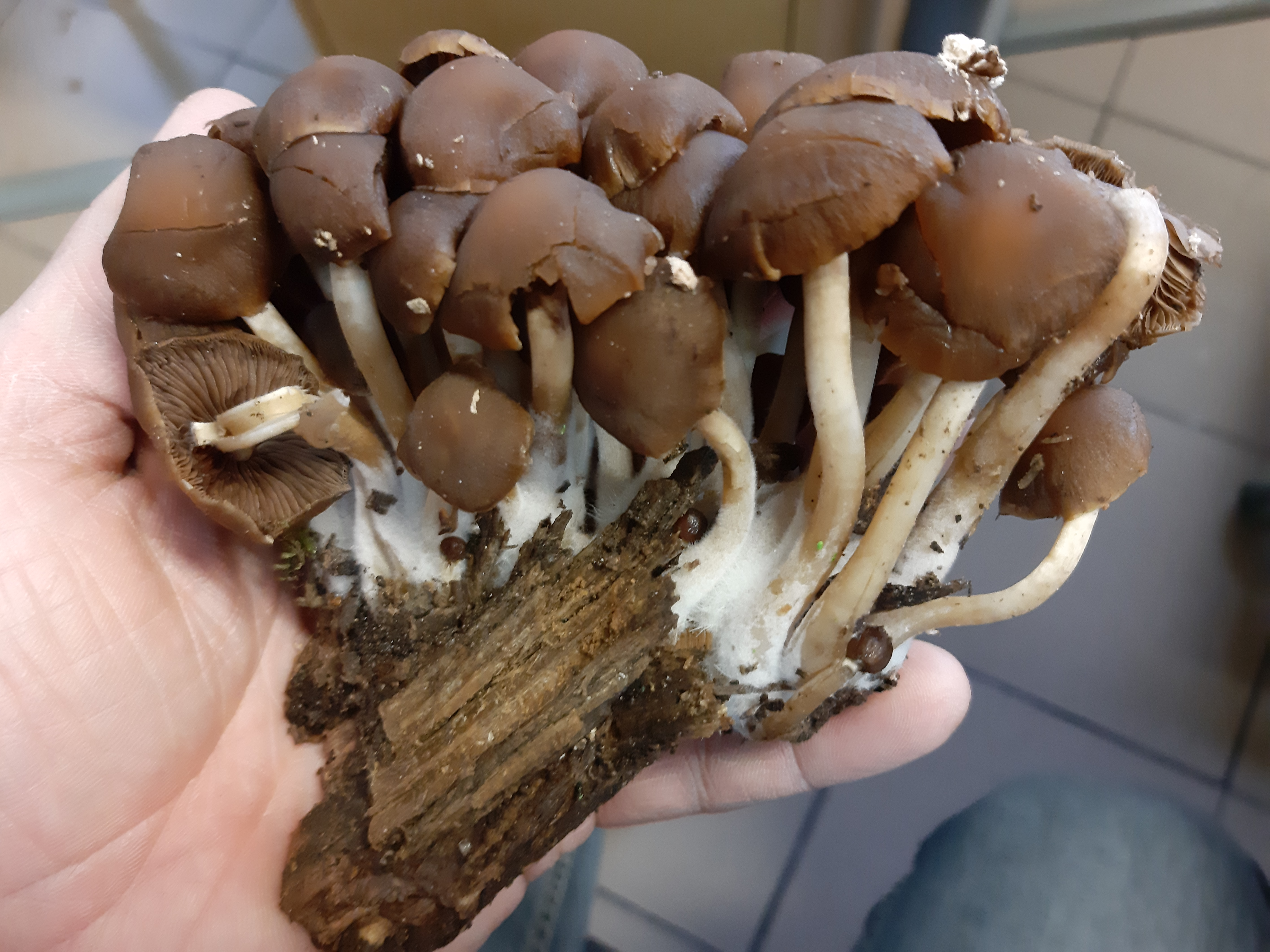
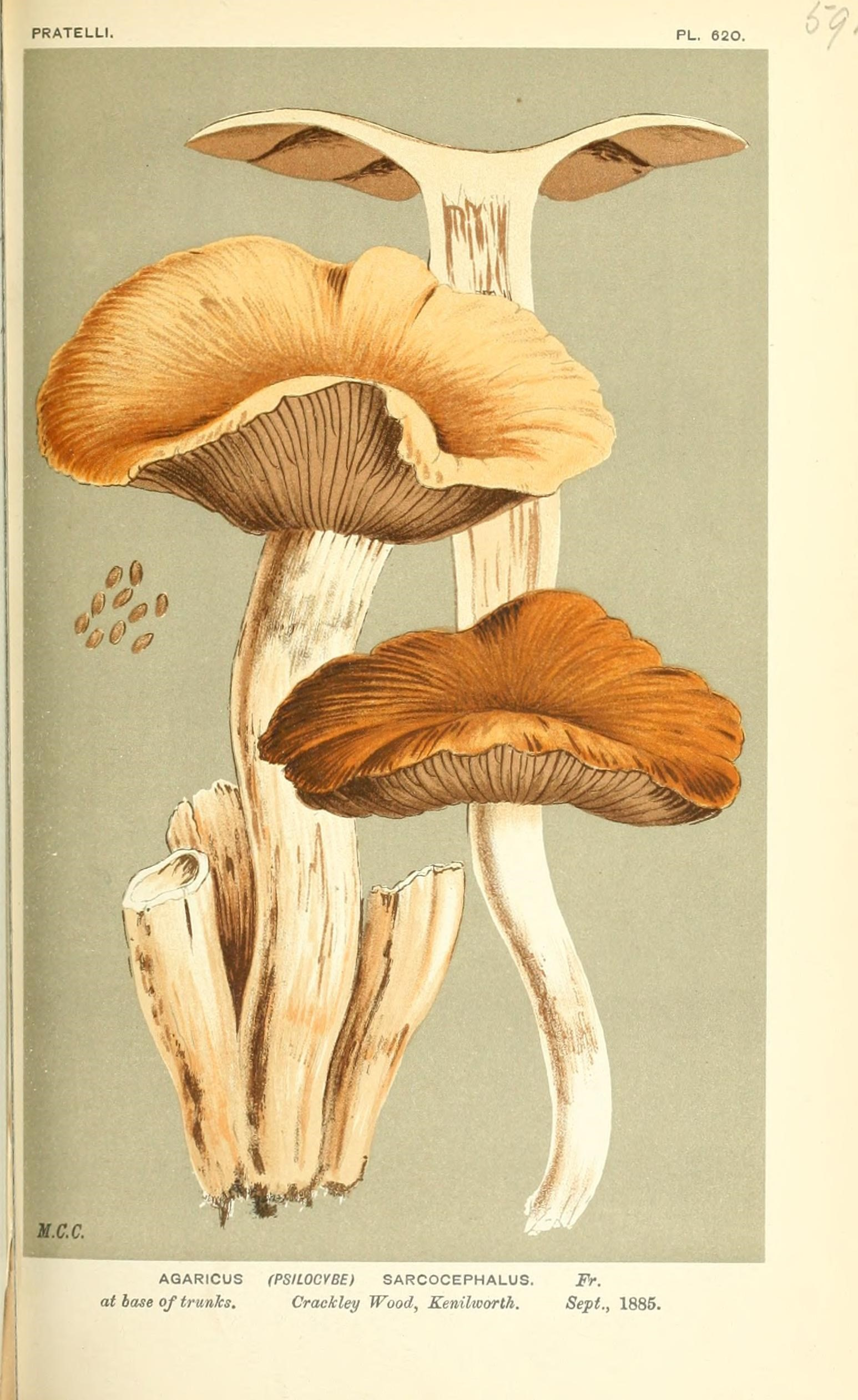
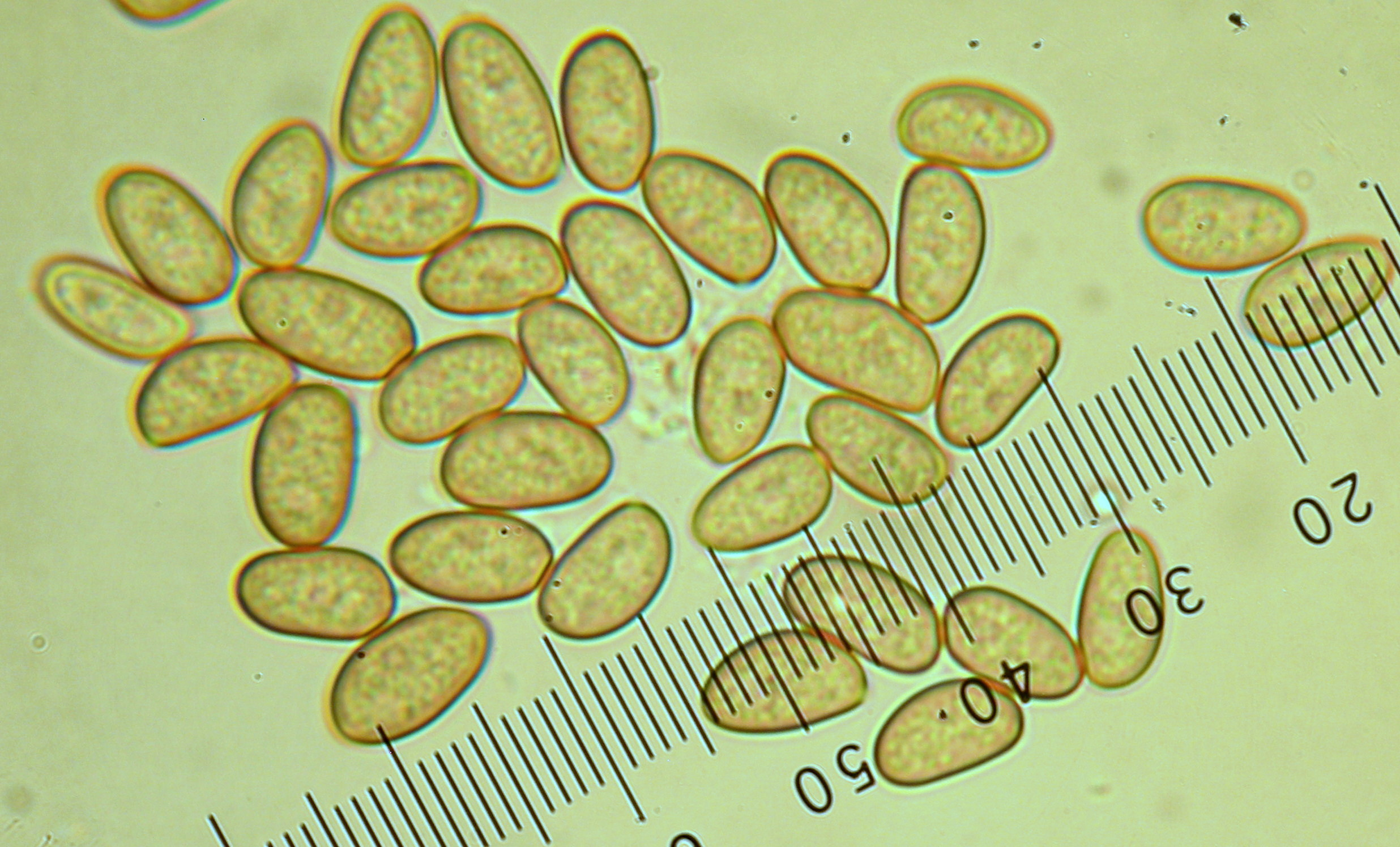

Ehető, de ízetlen gomba.    